# Live Magic
Live Magic es el segundo álbum en vivo de la banda de rock Queen, lanzado al mercado el 1 de diciembre de 1986. Se grabó durante la gira Magic Tour en 4 conciertos diferentes ofrecidos en el Estadio de Wembley los días 11-12 de julio de 1986, en el Estadio Ferenc Puskás el día 27 de julio de 1986 y el último en el Knebworth Park el día 9 de agosto de 1986, marcando el último concierto con la alineación original de la banda. Este disco ha sido altamente criticado por los fanes de la banda por la edición de casi todos los temas que componen el disco, viéndose muy inferior ante el siguiente disco en vivo, Live at Wembley '86 lanzado en 1992. La mayoría de los temas aparecidos aquí fueron grabados en el último concierto de Queen, el 9 de agosto de 1986 en Knebworth Park (los cuales aparecen recortados en el álbum).

## Lista de canciones
1. One Vision (Knebworth Park, Stevenage, England; 9 de agosto de 1986) - 5:10
2. Tie Your Mother Down (Knebworth Park, Stevenage, England; 9 de agosto de 1986) - 3:00
3. Seven Seas Of Rhye (Knebworth Park, Stevenage, England; 9 de agosto de 1986) - 1:22
4. A Kind Of Magic (Népstadion, Budapest, Hungary; 27 de julio de 1986) - 5:30
5. Under Pressure (Népstadion, Budapest, Hungary; 27 July; 1986) - 3:50
6. Another One Bites The Dust (Knebworth Park, Stevenage, England; 9 August; 1986) - 5:51
7. I Want To Break Free (Knebworth Park, Stevenage, England; 9 August; 1986) - 2:41
8. Is This The World We Created...? (Wembley Stadium, London, England; 11 July; 1986) - 1:32
9. Bohemian Rhapsody (Knebworth Park, Stevenage, England; 9 August; 1986) - 4:42
10. Hammer To Fall (Wembley Stadium, London, England; 12 July; 1986) - 5:21
11. Radio Ga Ga (Knebworth Park, Stevenage, England; 9 August; 1986) - 4:27
12. We Will Rock You (Knebworth Park, Stevenage, England; 9 August; 1986) - 2:02
13. Friends Will Be Friends (Knebworth Park, Stevenage, England; 9 August; 1986) - 1:10
14. We Are The Champions (Knebworth Park, Stevenage, England; 9 August; 1986) - 2:02
15. God Save The Queen (Knebworth Park, Stevenage, England; 9 August; 1986) - 1:20

- Datos: Q731803